# عبد العزيز بن محمد بن عبد الله آل حسن
الأمير عبد العزيز بن محمد بن عبد الله بن حسن آل أبوعليان وينتمي إلى العناقر من بني سعد بن زيد مناة بن بني تميم، تولى امارة بريدة 34 عام وتوفي عام 1277 هــ وكانت إمارته من عام 1243 هـ إلى 1277 هـ، وقد اشتهر بالشجاعة وطموحه الكبير. جده عبد الله بن حسن كان أميرا على القصيم وأمه قوت بنت الأمير حجيلان بن حمد الحسن آل أبوعليان وجدته من أمه لولوه بنت عبد الرحمن العرفج (العرفجيه), وله من الإخوة ثلاثه وهم عبد الله الذي قتله الأتراك عام 1236 هـ حين كان أمير بريدة وعبد المحسن وعبد الرحمن، أما أبناءه فهم سبعة ذكور وثمانية إناث، وأبناءه الذكور هم (عبد الله وحجيلان وتركي وعلي ومحمد وصالح وعبد المحسن). عبد العزيز المحمد البوعليان كان شجاعا مقدام وطمح للتوسع والاستقلالية ولكن لم يوفق فيما سعى، وكانت له علاقات مع شريف مكة الشريف محمد بن عون وشيخ البحرين الذي اهداه سيف ثمين ذو القرن الأسود كما سمي بالوثائق الخاصة فيه، أن قال له الإمام تركي بن عبد الله (حسب ماذكر في تاريخ ابن بشر) عندما كان الإمام ورؤساء البلدان بعد أحد غزواتهم موبخا ((تحسبون انكم ملكتم البلدان بسيوفكم وإنما أخذها لكم وذللها سيف الإسلام والاجتماع على إمام)). كان سبب نكسته وضعف موقفه في المنطقة بعد هزيمته في معركة بقعاء مع ابن رشيد الذي كان انتصاره فيها قوه له اضافت له الكثير بعد انتصاره على القصيم والتي كان زعيمها ومعه أهل القصيم وقد كانت له محاوله أخرى لم تتم وكان السبب في هزيمتهم خذلان بادية عنزه لهم حسب ماذكره الدكتور محمد السلمان في كتابه الأحوال السياسية في القصيم في عهد الدولة السعودية الثانية وذكر انها مكيده من عبد الله ابن رشيد الذي ارسل إلى أحد زعماء بادية عنزه وهو قاعد بن مجلاد (الملقب بأبو سره) قبل الموقعة وأعطاه جعلا ماليا ونصحه بعدم الدخول مع حاضرة القصيم في المعركة لأنهم سيتحصنون ببيوتهم وتبقى عنزة ورجالها هدفا لمقاتلي شمر من البادية والحاظره، وقد نجح ابن رشيد في التأثير عليه ولهذا حينما بدأت الموقعة ابتعد عنها قومه ونادى بــ (يالقصمان ما فيها مهاش) أي لا مجال للقتال.
ولهذا أشار أمير بريدة السابق له الشاعر محمد العلي العرفج البوعليان بقوله:
- تــف ياقــوم يـبـارون النجـوع—رأيهم مع بدوهم ما قط عاش * عنصر ب
- ركب أبو سره على الصفرا الرتوع—قال يالقصمان ما فيها مهاش

وأيضا من أسباب ضعف علاقته مع الامام ابن سعود في اواخر عهد الدولة السعودية الثانية تحالفه مع عبد الله بن ثنيان ابن سعود، الذي كان له زعامه في نجد. ويذكر الراحلة (البرت) في كتابه ديوان الشعر النبطي أنه غزا راعي بريدة عبد العزيز بن محمد على الدعاجين وكان عليهم ببلغه واخذ حلالهم وذبح منهم مائه وخمسين وجاب حلالهم إلى بريدة وحطه بالمزاد وعزل ستمائه ناقه وعشرة رؤوس من الخيل وبعثهن مع ولده عبد الله لأبن سعود وقال شاعر فيه هالقصيده:
- نحمد المعبود ياحمود جياب المطر-----خير كل الملا ترتجي فضائله
- تضرب البر على عبر مانذل من الخطر—بأمر شيخ مقدام قد مضت فعايله
- كلما عمين الارياء يفرها بالمفر ---ينقض المبروم ماتاه في دلائله
- شيخ بن شيخ شجاع إلى منه شهر------من ينشه بخلبه ركزت نصائله
- من عصا القصمان مازبنه عنا البحر—مايجي من غربته غير نفسه زائله
- الهبيري يوم راسه يفوح من السكر----إلى الحشر ماظنتي ترتحل رحاله

وفي عام 1277 هـ كانت قتلته في الشقيقه حينها كان متوجها لمكة حينها ارسل الامام عبدالله الفيصل اخوه محمد الفيصل ليقتله ويقال ان المحرض للعمليه كان مهنا أبا الخيل لتطلعاته أخذ الإمارة ويؤيد هذا القول أخذ الثأر للامير عبد العزيز المحمد بقيادة ابنه صالح الذي قتل مهنا وكانت محاوله منه للثأر واسترداد الإماره والذي قتل حينها.

## انظر ايضاً
- قائمة أمراء بريدة